# 5 Kresowy Pułk Artylerii Przeciwpancernej

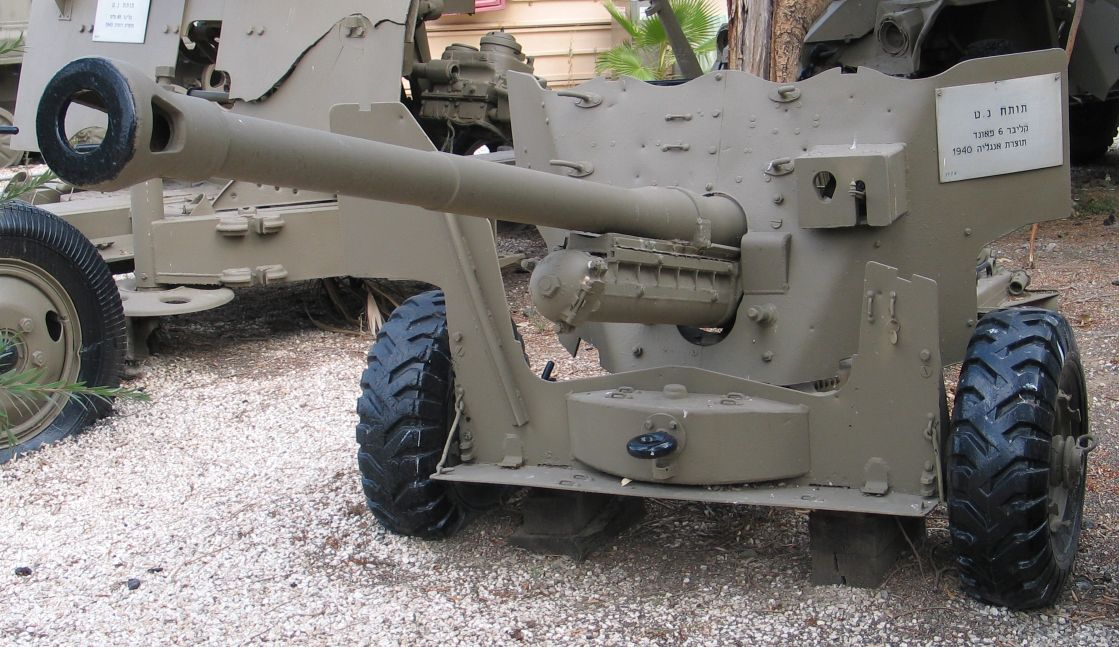
6-funtowa armata ppanc

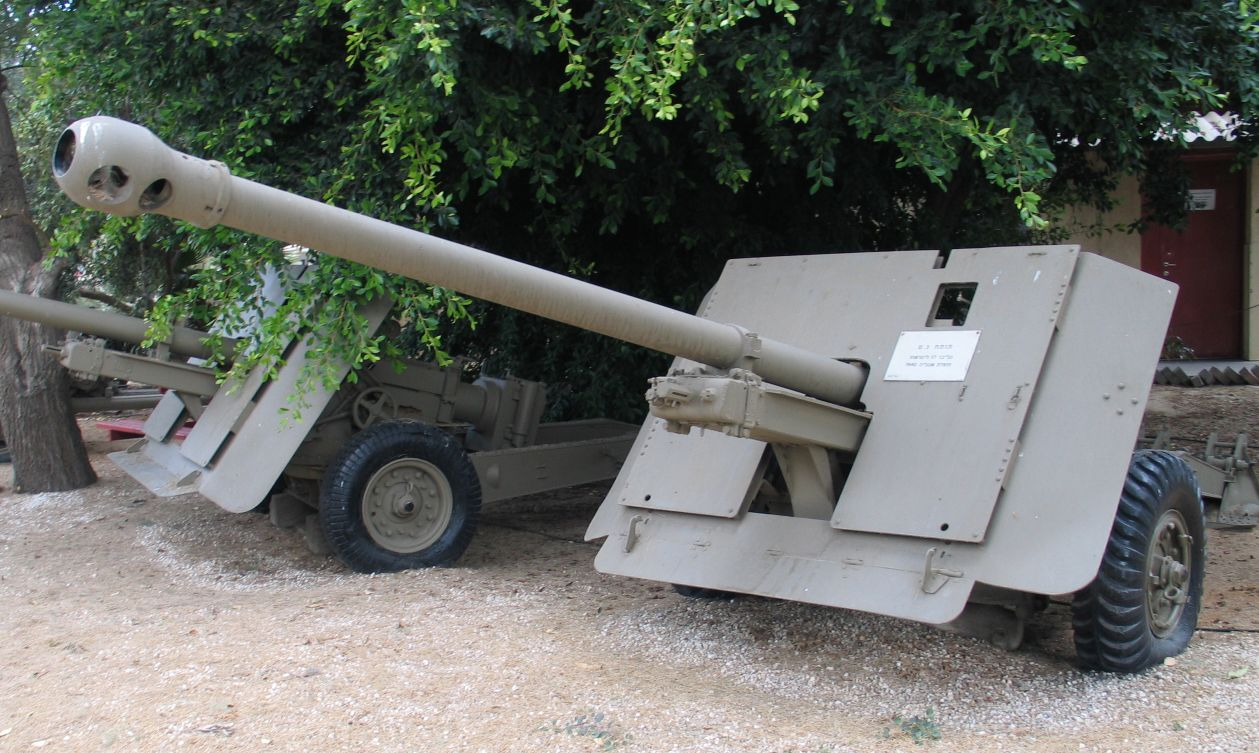
17-funtowa armata ppanc

5 Kresowy Pułk Artylerii Przeciwpancernej (5 pappanc) – oddział artylerii przeciwpancernej Polskich Sił Zbrojnych.
5 Kresowy Pułk Artylerii Przeciwpancernej został sformowany w 1942 roku, w składzie 5 Kresowej Dywizji Piechoty. Uczestniczył w walkach 2 Korpusu w kampanii włoskiej 1944-1945.

## Formowanie i zmiany organizacyjne
Przeznaczony był do zwalczania wszelkiego rodzaju pojazdów pancernych pociskami o dużej prędkości początkowej i płaskim torze. Z uwagi na wysokie straty poniesione przez 2 Korpus w bitwie o Monte Cassino dokonano reorganizacji części pułków artylerii, celem wzmocnienia jednostek piechoty. Z uwagi na to 4 czerwca 1944 roku rozformowano w każdym dywizjonie jedną baterię armat 6-funtowych.  Po zakończeniu działań bojowych, na przełomie lipca i sierpnia 1945 pułk wyznaczony został do pełnienia służby wartowniczej. Wszedł w skład Zgrupowania Brygadowego „Wołyń” Grupy „Straż” (Polish Guarg Group). Chronił składnice zaopatrzenia w Carvi i w Casenatico, linie wysokiego napięcia „A”, „B” i Cervia. Obsada jednej zmiany wynosiła 120 żołnierzy.

## Struktura organizacyjna pułku
- Dowództwo
- I dywizjon
- II dywizjon
- III dywizjon
- IV dywizjon

Każdy dywizjon składał się z trzech baterii po cztery 4 działony.
W każdym z czterech dywizjonów dwie baterie uzbrojone były w 57 mm armaty przeciwpancerne natomiast trzecia bateria w 76,2 mm armaty przeciwpancerne.
Zgodnie z etatem pułk liczył 39 oficerów oraz 611 podoficerów i kanonierów. Na uzbrojeniu posiadał 32 armaty 6-funtowe (kal. 57 mm) i 16 armat 17-funtowych (kal. 76,2 mm)

## Żołnierze pułku
Dowódcy pułku
- ppłk dypl. kaw. Emil Gruszecki (1942 - 19 VI 1944) († 6 VII 1944)[5]
- mjr Franciszek Benrot (p.o. 20 VI - 29 VIII 1944), (od 30 VIII 1944)

Zastępcy dowódcy
- mjr Franciszek Benrot[5]
- mjr Zenon Offenkowski

- adiutant pułku - por. Wawrzyniec Solecki[6](Stan na dzień 21 VI 1944)
- dowódca I dywizjonu - kpt. Marian Kuźniewicz[5]
  - zastępca dowódcy dywizjonu - por. Dyonizy Michelis
  - dowódca 1 baterii - por. Władysław Zaniewski
  - dowódca 2 baterii - por. Mieczysław Jaworski
- dowódca II dywizjonu - kpt. Ludwik Szamocki[5]
  - zastępca dowódcy dywizjonu - rtm. Edward Różycki
  - dowódca 4 baterii - ppor. Stanisław Wiącek
  - dowódca 5 baterii - ppor. Bolesław Wiłkojć
- dowódcy III dywizjonu:
- rtm. Jan Chludziński[5]
- rtm. Kazimierz Garbacki
  - zastępca dowódcy dywizjonu - rtm. Piotr Medyna
  - dowódca 7 baterii - ppor. Jan Wybranowski
  - dowódca 8 baterii - ppor. Bolesław Jadczak
- dowódcy IV dywizjonu:
- rtm. Stefan Bogusławski[5]
- mjr Zenon Offenkowski
  - zastępca dowódcy dywizjonu - por. Franciszek Bidny
  - dowódca 10 baterii - por. Jan Mogielnicki
  - dowódca 11 baterii - ppor. Tadeusz Ciepły